# Owczary (województwo łódzkie)
Owczary – wieś w Polsce położona w województwie łódzkim, w powiecie opoczyńskim, w gminie Mniszków.
Do 1954 roku istniała gmina Owczary. W latach 1975–1998 miejscowość położona była w województwie piotrkowskim.
Wierni Kościoła rzymskokatolickiego należą do parafii Parafia św. Tomasza Kantuaryjskiego w Sulejowie.